# Martti Nieminen
Martin Aleksander "Martti" Nieminen (Salo, Finlàndia Pròpia, 3 de novembre de 1891 – Hèlsinki, 29 de març de 1941) va ser un lluitador finlandès, especialista en lluita grecoromana, que va competir a començaments del segle xx.
El 1920 va prendre part en els Jocs Olímpics d'Anvers, on va guanyar la medalla de bronze en la competició del pes pesant del programa de lluita grecoromana.